# Římskokatolická farnost Bělotín
Římskokatolická farnost Bělotín je územní společenství římských katolíků s farním kostelem svatého Jiří v děkanátu Hranice. 

## Historie farnosti
První písemná zmínka o obci pochází z roku 1201. Původní kostel pocházel z 15. století a patřil luteránům. V roce 1622 získal panství kardinál František z Dietrichsteina, který panství rekatolizoval. V roce 1646 byl kostel vypálen švédskými vojsky, kostel byl dřevěný, pouze věž byla zděná (z 16. století). Znovu vyhořel po zapálení bleskem v roce 1696. V roce 1720 byla nově zastřešena věž a kostel v roce 1754 znovu vyhořel. V roce 1754 Karel Maxmilián založil nový kostel. K zděné věži byla na původních základech přistavěna loď a 2. října 1757 byl kostel vysvěcen.

## Duchovní správci
Duchovním správcem od září 2012 byl jako administrátor excurrendo R. D. Mgr. František Dostál. V současnosti je zde farářem R. D. Mgr. Václav Fojtík.

## Bohoslužby
| Kostel       | Místo   | Bohoslužba (den) | Hodina                          | Poznámka     |
| ------------ | ------- | ---------------- | ------------------------------- | ------------ |
| svatého Jiří | Bělotín | neděle čtvrtek   | 11.00 16.30 (zima)/17.00 (léto) | farní kostel |

## Aktivity ve farnosti
Ve farnosti se pravidelně̟ koná tříkrálová sbírka. V roce 2017 se vybralo 20 752 korun.
Pro farnosti Hustopeče nad Bečvou, Bělotín, Černotín a Špičky vychází každý týden farní časopis Angelus.